# Reškovci
Reškovci is een plaats in de gemeente Kapela in de Kroatische provincie Bjelovar-Bilogora. De plaats telt 45 inwoners (2001).